# Zak Starkey
Zak Richard Starkey (Londres, 13 de setembro de 1965) é um músico, compositor e empresário britânico.
Ele é filho do baterista dos The Beatles, Ringo Starr, e é baterista da banda de rock inglesa The Who desde 1996.
Ele também é o terceiro baterista a ter aparecido com a também banda de rock inglesa Oasis (de 2004 a 2009).

## Carreira
Aos 7 anos, afirmou que queria ser guitarrista, após assistir um show de Marc Bolan. Mas, posteriormente, ao escutar uma coletânea do The Who, Zak amou a ferocidade de Keith Moon e partiu para a bateria. Frequentemente ausente por conta das incontáveis turnês com a banda e na carreira solo, Ringo por vezes deixou o filho sob os cuidados de um grande amigo, o próprio Keith Moon. Posteriormente, Zak revelou que pai lhe deu apenas uma aula.
Ocupa o posto de baterista do The Who desde 1996. Mesmo sem ser considerado um membro oficial, é o baterista que mais tempo ocupou o posto no Who depois de Moon.
Em 2017, se apresentou no Brasil, no Rock In Rio e em São Paulo.
Em 2019, criou o selo Trojan Jamaica, do Trojan Records, da gravadora BMG, cuja especialidade é resgatar nomes históricos do reggae. Em janeiro de 2020, no lançamento do Trojan Brasil, se apresentou com sua mulher, a cantora australiana Sharna Liguz, e o rapper carioca BNegão no Centro do Rio de Janeiro. No mesmo mês, Zak Starkey, Sshh, U-Roy, Covil do Flow e Digitaldubs se apresentaram na Rocinha, também no Rio.
Em 2023, formou a banda Mantra of the Cosmos, com Shaun Ryder (Happy Mondays e Black Grape), Bez (Happy Mondays e Black Grape) e Andy Bell (Ride e Oasis).